# Mauricio Larriera
José Mauricio Larriera Dibarboure (Florida, 26 agosto 1970) è un allenatore di calcio ed ex calciatore uruguaiano, di ruolo centrocampista, tecnico dell'Everton.